# Szkoła Podstawowa nr 6 im. Romualda Traugutta w Lublinie
Szkoła Podstawowa nr 6 im. Romualda Traugutta w Lublinie – publiczna szkoła podstawowa założona w 1934 roku w Lublinie, z siedzibą w budynku przy ul. Czwartaków 11 w dzielnicy Wieniawa.

## Historia szkoły

### Pierwsze lata
Szkoła została powołana do istnienia w roku 1934 w wyniku podziału SP nr 21, pod nazwą Szkoła Nr 29 im. Kaniowczyków i Żeligowczyków. Lekcje odbywały się w godzinach popołudniowych w gmachu szkoły nr 21 przy al. Jana Długosza 4a.
Z powodu wybuchu II wojny światowej rok szkolny 1939/40 rozpoczął się 28 września. Dnia 24 listopada władze okupacyjne przeznaczyły siedzibę szkoły na koszary wojskowe, zaś 1 grudnia szkoła otrzymała dwuizbowy lokal przy ul. Gabriela Narutowicza 33. Po długich staraniach udało się pozyskać dla szkoły lokal przy ul. Narutowicza 27, powiększający ją o kolejne dwie izby. W latach wojennych działalność szkolna została mocno ograniczona – zabroniono m.in. organizacji szkolnych imprez i wycieczek.

### Czasy powojenne
Rok szkolny 1944/45 rozpoczął się w lokalu przy ul. Narutowicza 32, natomiast 16 września szkoła powróciła do budynku przy al. Długosza. W 1945 roku nadano szkole numer 6, obowiązujący do dziś. W roku szkolnym 1956/57 budynek opuściła SP nr 21, na jej miejsce władze szkolne przyjęły jako drugiego użytkownika Technikum Energetyczne.
23 listopada 1957, po wieloletnich staraniach o plac pod budowę nowego gmachu, położone zostały fundamenty na pozyskanym od władz wojskowych terenie przy ul. Czwartaków. Nauka w nowej siedzibie rozpoczęła się 4 września 1959. W tym samym roku patronat nad szkołą objęła 3 Pomorska Dywizja Zmechanizowana im. Romualda Traugutta.
27 kwietnia 1963 roku odbyła się uroczystość nadania szkole imienia Romualda Traugutta, połączona z przekazaniem sztandaru oraz odsłonięciem płyty pamiątkowej. W roku 1964 SP nr 6 została mianowana szkołą ćwiczeń dla studentów Uniwersytetu Marii Curie-Skłodowskiej w Lublinie. Jesienią 1973 roku powstał hymn szkoły, jego pierwsze uroczyste wykonanie miało miejsce podczas apelu 10 grudnia 1973.
1 września 1990 roku przywrócono w szkole zajęcia z religii, natomiast 1 stycznia 1994 roku szkołę przejął Samorząd Miasta Lublina.
Przed szkołą została usytuowana figura Św. Franciszka z Asyżu, ufundowana przez ks. prałata płk. Sławomira Niewęgłowskiego. Figurę uroczyście poświęcił ks. bp Artur Miziński 10 października 2007 roku.
W latach 2010 i 2018 szkoła była gospodarzem odpowiednio V i XIII Ogólnopolskiego Zlotu Bractwa Szkół im. Romualda Traugutta.

## Dyrektorzy
- 1934–1941 – Maria Mikettowa
- 1941–1944 – Leonard Krupczak
- 1944–1954 – Konstanty Rynflejsz-Dembicki
- 1954–1959 – Maria Drylska
- 1959–1964 – Czesław Wójcik
- 1964–1967 – Maria Drylska
- 1967–1969 – Tadeusz Bielak
- 1969–1973 – Maria Berzyńska
- 1973–1992 – Wanda Moskała
- 1992–2003 – Maria Królikowska
- 2003–obecnie – Danuta Nowakowska-Bartłomiejczyk[6]

## Znani absolwenci
- Krzysztof Hetman, europoseł, były marszałek województwa lubelskiego[7]
- Janusz Łomża, adwokat, były członek Trybunału Stanu[1][8]
- Jacek Sobczak, prawnik i samorządowiec[1][9]
- Sławomir Nasuto, profesor cybernetyki, University of Reading[1][10], zob. Prof. Slawomir Nasuto